# Верблюжський полк
Верблюжський полк — частина повстанської армії Григор'єва в складі війська УНР. Боровся за самостійну Україну.

## Історичні відомості
Самостійно сформований у 1917 році з колишніх вояків царської армії та селян для захисту села Верблюжки і прилеглих земель. Згодом під командуванням Григор'єва вливається в армію УНР. Брав участь у боях за звільнення від окупантів Олександрійського повіту та населених пунктів Півдня України, серед яких — Миколаїв, Херсон, Одеса, Єлисаветград тощо. Налічував 3893 бійці.
Боровся переважно проти інтервентів, білогвардійців, а згодом і більшовиків за самостійну Україну.
Залишки полку продовжували боротьбу до 1923 року.